# Multivibrator
Der Begriff Multivibrator kennzeichnet eine elektronische Schaltung, die als Ausgangssignal nur zwei Zustände kennt. Der Multivibrator zählt zu den binären Kippschaltungen oder Kippstufen. Bei den Kippstufen wird unterschieden in
1. bistabile Kippstufe (ohne Zeitglied): zwei unbefristet stabile Zustände, jeweils umschaltend infolge eines äußeren Anstoßes
2. monostabile Kippstufe (mit 1 Zeitglied): ein metastabiler Zustand infolge eines äußeren Anstoßes, selbst umschaltend in stabilen Zustand
3. astabile Kippstufe (mit 2 Zeitgliedern): zwei metastabile Zustände, jeweils ohne äußeren Anstoß selbst umschaltend

In der Literatur wird der Begriff Multivibrator teilweise synonym zu vorstehenden Begriffen verwendet in Verbindung mit denselben vorgesetzten Eigenschaftswörtern.
Teilweise wird der Multivibrator nur in der Bedeutung als monostabile oder astabile Schaltung behandelt,
teilweise wird er ausschließlich als freischwingender astabiler Multivibrator angesehen.
Dann werden für die bistabile und die monostabile Schaltung teilweise andere Bezeichnungen verwendet wie Flipflop, Monoflop, Univibrator.